# Таёжный (городской округ город Лесной)
Таёжный — посёлок в Свердловской области России, входит в состав ЗАТО городской округ город Лесной.

## География
Посёлок Таёжный расположен в трёх километрах к северо-востоку от города Лесного, на левом берегу реки Туры.

## История
Посёлок был основан в 1949 году как подсобное хозяйство отдела рабочего снабжения оборонного завода № 814 (Свердловск-45).

## Население
| 2002 | 2010  |
| ---- | ----- |
| 1374 | ↘1218 |